# Guardando il sole
Guardando il sole (Staring at the Sun) è un romanzo di Julian Barnes del 1986, il primo dopo il successo della biografia flaubertiana Il pappagallo di Flaubert che gli valse il Prix Médicis.

## Trama
La protagonista, Jeane, nei suoi quasi cent'anni di vita, avrà occasione di viaggiare il mondo visitando le sue personali Sette meraviglie, una volta lasciato un marito deludente e cresciuto l'unico figlio avutone. La ricerca che l'accompagna e che assillerà anche il figlio Gregory, quest'ultimo più insistentemente, fino ad accarezzare l'idea del suicidio, è quella del senso ultimo dell'esistenza, della presenza o meno del bello nel creato, dell'opportunità della solitudine, accompagnata dal ricordo di due figure fondamentali della sua infanzia, che a tali domande in un certo senso l'hanno sospinta. Lo zio Leslie, stravagante, geniale inventore di storie e di luoghi segreti, grande affabulatore, affascinante mentore ed un po' anche amante della piccola Jeane. E poi Tommy, l'aviatore, Doppiosole, come, sbeffeggiandolo, lo chiamano i suoi compagni dopo il "miracolo". In una notte serena di ricognizione sulla Manica, infatti, fattasi l'ora del sorgere del sole, Tommy ha visto apparire ad est una sottile fetta color arancio nel buio sempre meno fitto. Poi perdendo nettamente quota e rialzandosi nuovamente con l'apparecchio, il sole, scomparso, è sorto per la seconda volta. Questo prodigio, insieme a molti altri, è al centro dei racconti dell'aviatore, ospite negli anni della seconda guerra mondiale in casa della famiglia di Jeane. La ragazza ne rimarrà letteralmente plagiata.